# Zamach w Lahaurze (marzec 2016)
Zamach w Lahaurze – akt terrorystyczny, który miał miejsce 27 marca 2016 w Lahaurze w Pakistanie. W wyniku samobójczego zamachu zginęło ponad 75 osób, w tym ok. 30 dzieci, a ponad 300 odniosło obrażenia.

## Przebieg zamachu

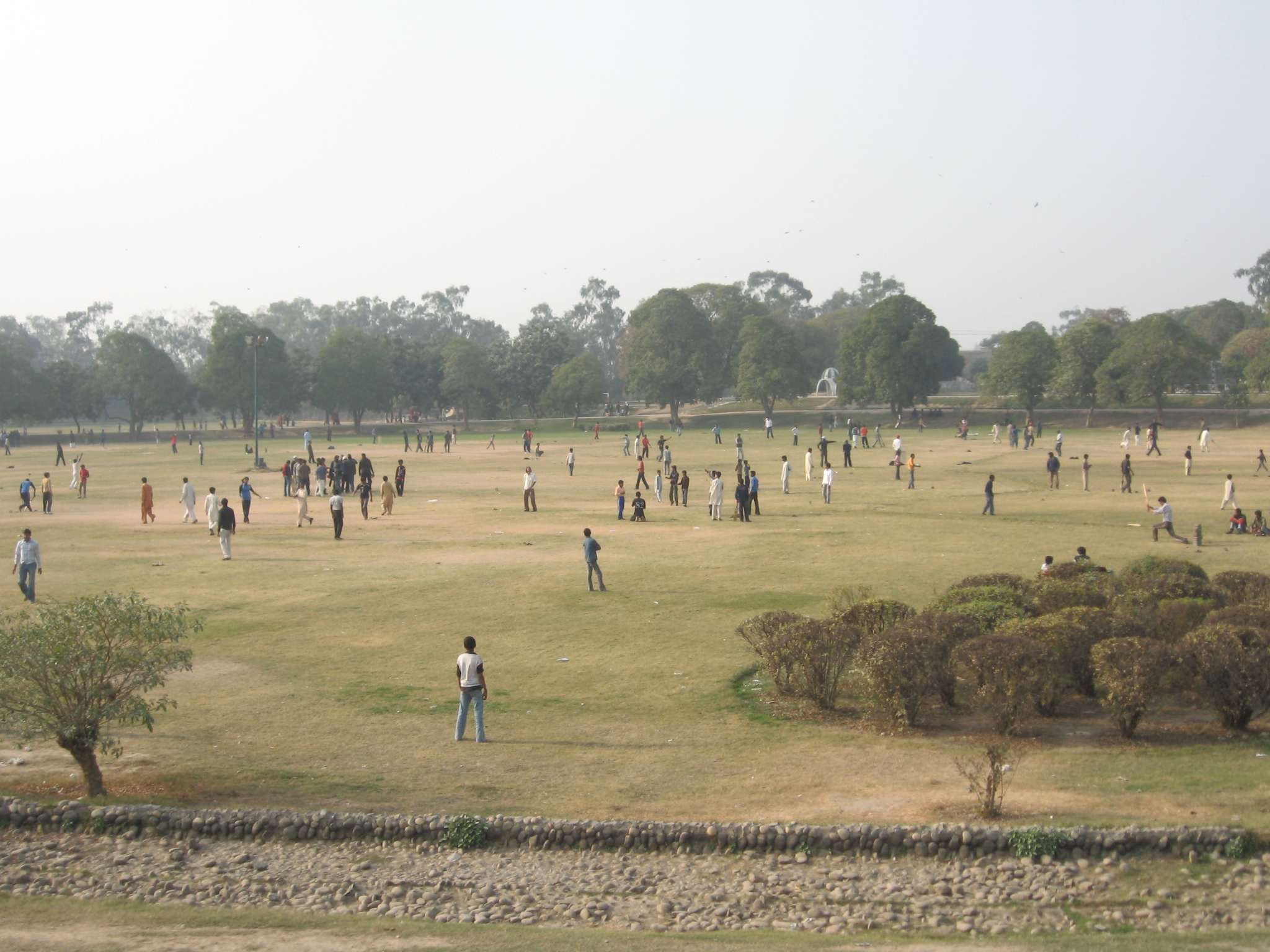
Park Gulshan-e-Iqbal

Do ataku na chrześcijan doszło około 18:30 czasu miejscowego w czasie niedzieli wielkanocnej. Zamachowiec samobójca zdetonował bombę w okolicy parkingu przed parkiem Gulshan-e-Iqbal (przy bramie numer 1). 
Po tym zdarzeniu została ogłoszona przez premiera Nawaza Sharifa trzydniowa żałoba narodowa.
Odpowiedzialność za zamach wzięła na siebie Jamaat-ul-Ahrar, zwani frakcją organizacji Tehrik-e-Taliban Pakistan (Talibski Ruch Pakistanu – TTP). Jednocześnie przedstawiciel Jamaat-ul-Ahrar oświadczył, że zamach skierowany był przeciwko chrześcijańskiej mniejszości. Dwa dni później ponad 5 tys. domniemanych bojowników zostało aresztowanych, z czego 216 osób pozostało w areszcie.